# Chrysotus barbipes
Chrysotus barbipes är en tvåvingeart som beskrevs av Van Duzee 1932. Chrysotus barbipes ingår i släktet Chrysotus och familjen styltflugor.
Artens utbredningsområde är Colorado. Inga underarter finns listade i Catalogue of Life.